# Vodacom Players Championship
O Vodacom Players Championship foi um torneio masculino de golfe no Sunshine Tour, disputado anualmente na África do Sul. Foi criado em 1992 sob o nome de FNB Players Championship e disputado pela última vez em 2002. Em 1996, passou a fazer parte do calendário do circuito europeu da PGA.

## Campeões
| Ano                          | Temporada                    | Local                        | Campeão                      | País                         | Pontuação                    |
| Vodacom Players Championship | Vodacom Players Championship | Vodacom Players Championship | Vodacom Players Championship | Vodacom Players Championship | Vodacom Players Championship |
| ---------------------------- | ---------------------------- | ---------------------------- | ---------------------------- | ---------------------------- | ---------------------------- |
| 2002                         | 2002–03                      | Royal Cape GC                | Mark McNulty                 | Zimbabwe                     | 272 (−16)                    |
| 2001                         | 2001–02                      | Royal Cape GC                | Ernie Els                    | África do Sul                | 273 (−15)                    |
| 2000                         | 2000–01                      | Royal Cape GC                | Trevor Immelman              | África do Sul                | 279 (−9)                     |
| 1999                         | 1999–00                      | Royal Cape GC                | Nic Henning                  | África do Sul                | 276 (−12)                    |
| 1999                         | 1998–99                      | Royal Durban GC              | Chris Davison                | África do Sul                | 275 (−13)                    |
| 1998                         | 1997–98                      | Killarney GC                 | Mark McNulty                 | Zimbabwe                     | 275 (−5)                     |
| FNB Players Championship     |                              |                              |                              |                              |                              |
| 1997                         | 1996–97                      | Durban CC                    | Warren Schutte               | África do Sul                | 274 (−14)                    |
| 1996                         | 1995–96                      | Durban CC                    | Wayne Westner                | África do Sul                | 270 (−18)                    |
| 1995                         | 1994–95                      | Durban CC                    | Ron Whittacker               | África do Sul                | 270 (−18)                    |
| 1993                         | 1993–94                      | Royal Johannesburg GC        | Mark McNulty                 | Zimbabwe                     | 273 (−15)                    |
| 1992                         | 1992–93                      | Royal Johannesburg GC        | Ernie Els                    | África do Sul                | 270 (−18)                    |